# Bonanza (Nicarágua)
Bonanza é um município da Nicarágua, situado na Região Autônoma da Costa Caribe Norte. Tem 1,898 km² de área e sua população em 2020 foi estimada em 29.372 habitantes.